# Frida Fornander
Frida Fornander (ur. 4 lipca 1995 w Göteborgu) – szwedzka modelka, która zyskała sławę w 2011 roku, zostając Miss Szwecji wśród nastolatek. Reprezentowała Szwecję na Miss Earth (2014), a także na Miss Universe 2017.